# Ronde van Noorwegen 2025 (vrouwen)
De eerste editie van de wielerwedstrijd Ronde van Noorwegen voor vrouwen vond plaats op 31 mei en 1 juni 2025. De start was in Jørpeland en de wedstrijd eindigde een dag later in Stavanger. De wedstrijd had de de UCI-categorie 2.1. De Noorse Mie Bjørndal Ottestad won de tweede etappe na een lange solo, waardoor ze de leiderstrui overnam van Justine Ghekiere en zo het eindklassement op haar naam schreef.

## Etappe-overzicht
| Etappe | Datum  | Start     | Finish    | Type      | Afstand | Winnaar               | Klassementsleider     |
| ------ | ------ | --------- | --------- | --------- | ------- | --------------------- | --------------------- |
| 1      | 31 mei | Jørpeland | Heja      | Heuvelrit | 101 km  | Justine Ghekiere      | Justine Ghekiere      |
| 2      | 1 juni | Stavanger | Stavanger | Heuvelrit | 108 km  | Mie Bjørndal Ottestad | Mie Bjørndal Ottestad |

## Eindklassement
| Plaats    | Naam                  | Ploeg                      | Tijd     |
| --------- | --------------------- | -------------------------- | -------- |
| Gele trui | Mie Bjørndal Ottestad | Uno-X Mobility             | 5u20'24" |
| 2         | Justine Ghekiere      | AG Insurance-Soudal        | + 44"    |
| 3         | Lauren Dickson        | Handsling Alba Development | + 49"    |
| 4         | Eva van Agt           | Visma \| Lease a Bike      | + 58"    |
| 5         | Katrine Aalerud       | Uno-X Mobility             | + 1'01"  |
| 6         | Ashleigh Moolman      | AG Insurance-Soudal        | z.t.     |
| 7         | Dilyxine Miermont     | CERATIZIT                  | + 1'13"  |
| 8         | Viktória Chladoňová   | Visma \| Lease a Bike      | + 1'17"  |
| 9         | Tiril Jørgensen       | Coop-Repsol                | + 1'25"  |
| 10        | Margot Vanpachtenbeke | VolkerWessels              | + 1'30"  |

## Klassementsleiders na elke etappe
| Etappe 0    | Winnaar 0             | Algemeen klassement   | Puntenklassement      | Bergklassement   | Jongerenklassement  | Ploegenklassement 0 |
| ----------- | --------------------- | --------------------- | --------------------- | ---------------- | ------------------- | ------------------- |
| 1           | Justine Ghekiere      | Justine Ghekiere      | Justine Ghekiere      | Justine Ghekiere | Aljona Ivantsjenko  | AG Insurance-Soudal |
| 2           | Mie Bjørndal Ottestad | Mie Bjørndal Ottestad | Mie Bjørndal Ottestad | Justine Ghekiere | Viktória Chladoňová | AG Insurance-Soudal |
| Eindstanden | Eindstanden           | Mie Bjørndal Ottestad | Mie Bjørndal Ottestad | Justine Ghekiere | Viktória Chladoňová | AG Insurance-Soudal |

1. ↑  De donkerblauwe trui werd in de tweede etappe gedragen door Lauren Dickson, die tweede stond in het puntenklassement.
2. ↑  De bolletjestrui werd in de tweede etappe gedragen door Katrine Aalerud, die tweede stond in het bergklassement.

Mannen:
2011 · 2012 · 2013 · 2014 · 2015 · 2016 · 2017 · 2018 · 2019 · 2020 ·2021 · 2022 · 2023 · 2024 · 2025
Vrouwen:
2025